# Comocladia parvifolia
Comocladia parvifolia är en sumakväxtart som beskrevs av Nathaniel Lord Britton. Comocladia parvifolia ingår i släktet Comocladia och familjen sumakväxter. Inga underarter finns listade i Catalogue of Life.